# Оф
Оф (тур. Of) — город в Турции восточнее Трапезунда. Название Офис (греч. Οφις) в переводе с греческого — змея.

## История
Согласно Арриана и анонимного автора V века, река Оф представляла собой западную границу древней Колхиды. 
Карл Кох, немецкий ботаник и исследователь, путешествуя по Офе, упоминает интересный факт: местные жители Офе говорят на «своём языке».
В 1910 году местные жители, говорившие на понтийском диалекте греческого языка, называли город «Офис». Также есть протекающая рядом река, которая называлась Офис, что в переводе с греческого означает «змея». В 1950-х годах эта река была переименована в Солаклы.
Историческое население города и 54 окружающих деревень состоит из греков, принявших ислам в XVII веке. Несмотря на туркизацию, понтийский диалект греческого языка (т. н. румча) ещё жив, на нём говорят жители 30 сёл долины реки Оф